# Gesztely
Gesztely község Borsod-Abaúj-Zemplén vármegyében, a Miskolci járásban.

## Fekvése
A vármegye középső részén helyezkedik el, a megyeszékhely Miskolctól alig 15 kilométerre keletre, a Hernád mellett. Központja és közigazgatási területének nagy része a folyó bal parti oldalán terül el, de mintegy 4 négyzetkilométernyi terület hozzá tartozik a Hernád jobb parti oldaláról is.
A szomszédos települések: észak felől Újcsanálos, északkelet felől Megyaszó, kelet felől Taktaszada, délkelet felől Hernádnémeti, dél felől Hernádkak, nyugat felől pedig Onga.

### Megközelítése
Legfontosabb közúti megközelítési útvonala a 37-es főút, mely a belterületének déli széle mellett halad el. Központját a főúttal a 3607-es, Megyaszóval a 3702-es, Ongával és Újharangod nevű, különálló településrészével pedig a 3605-ös út köti össze. A 37-es főút és Újharangod között a 3723-as út biztosít kapcsolatot.

## Története
A környék már az őskorban is lakott volt. A falut 1219-ben említik először, Gesztel néven, az egri káptalan birtokaként. A mohácsi csata után a törökök kifosztották. Később a tokaji uradalom része lett. 1585-ben már mezővárosként említik.
A 17. században a terület urai a Rákócziak voltak, akik hajdúkat telepítettek a faluba. Az 1635-ös országgyűlésen részt vevők azonban vissza akarták süllyeszteni a falut a jobbágysorba, tiltakozásul Gesztely és a közeli települések lakói az egri törökök segítségét kérték. A törökök újra megszállták a községeket. Mikor a törökök túl magasra emelték az adót, a falvak szerettek volna megszabadulni tőlük, a törökök ezért felgyújtották őket.
Gesztely lakói aktívan részt vettek a Rákóczi-szabadságharcban, majd az 1848–49-es forradalom és szabadságharcban is, melynek egyik ütközete itt zajlott 1849. július 28-án: a magyar sereg gróf Leiningen-Westerburg Károly vezetésével győzelmet aratott.
A két világháborúban is súlyos veszteségeket szenvedett a falu. 1944-ben a hadi események következtében pusztult el a Zmeskál-kúria értékes könyvgyűjteménye, köztük a Csokonai-kódex.

## Közélete

### Polgármesterei
- 1990–1994: Szemán András (független)[3]
- 1994–1998: Szemán András (független)[4]
- 1998–2002: Végh Ernő (független)[5]
- 2002–2003: Végh Ernő (független)[6]
- 2003–2006: Hompoth Imre (független)[7]
- 2006–2010: Hompoth Imre (független)[8]
- 2010–2014: Simon István (független)[9]
- 2014–2019: Simon István (független)[10]
- 2019–2024: Simon István (független)[11]
- 2024– : Simon István (független)[1]

A településen 2003. szeptember 14-én időközi polgármester-választást tartottak, mert az előző faluvezetőnek – összeférhetetlenségi okból – megszűnt a polgármesteri tisztsége.

## Népesség
A település népességének változása:
| Lakosok száma | 2813 | 2782 | 2790 | 2505 | 2590 | 2623 | 2628 |
|               | 2013 | 2014 | 2015 | 2021 | 2022 | 2023 | 2024 |

2001-ben a település lakosságának 70%-a magyar, 30%-a cigány nemzetiségűnek vallotta magát.
A 2011-es népszámlálás során a lakosok 87,3%-a magyarnak, 13,3% cigánynak mondta magát (12,6% nem válaszolt; a kettős identitások miatt a végösszeg nagyobb lehet 100%-nál). A vallási megoszlás a következő volt: római katolikus 42,8%, református 24,4%, görögkatolikus 2,6%, evangélikus 0,3%, felekezeten kívüli 9% (20,6% nem válaszolt).
2022-ben a lakosság 91%-a vallotta magát magyarnak, 6,6% cigánynak, 0,2% németnek, 0,1-0,1% ukránnak és szlováknak, 1,4% egyéb, nem hazai nemzetiségűnek (8,9% nem nyilatkozott; a kettős identitások miatt a végösszeg nagyobb lehet 100%-nál). Vallásuk szerint 33,4% volt római katolikus, 19,3% református, 2% görög katolikus, 0,8% egyéb keresztény, 0,3% evangélikus, 0,1% izraelita, 9,3% felekezeten kívüli (34,3% nem válaszolt).

## Látnivalók
- Puky-kúria: tornácos udvarház, jelenleg idősek klubja működik benne
- Majzler-kastély (nem látogatható)
- Csicseri kastély (nem látogatható)
- Turul-emlékmű
- Lélekharang
- Római katolikus templom. Nagyboldogasszony tiszteletére szentelve. 1802-ben épült késő barokk stílusban.
- Református templom.
- 1848-as emlékmű
- Gesztelyi Kulacs- és Helytörténeti Látványtár

## Környező települések
Hernádkak (1 km), Onga (5 km), Sóstófalva (7 km), Újcsanálos (6 km), a legközelebbi város: Felsőzsolca (10 km).